# Troglohyphantes brevipes
Troglohyphantes brevipes is een spinnensoort in de taxonomische indeling van de hangmatspinnen (Linyphiidae).
Het dier behoort tot het geslacht Troglohyphantes. Het is een grottensoort die werd ontdekt in de berg Kruščićka planina nabij Travnik in Bosnië. De wetenschappelijke naam van de soort werd voor het eerst geldig gepubliceerd in 1978 door Christa L. Deeleman-Reinhold.